# Vakuum

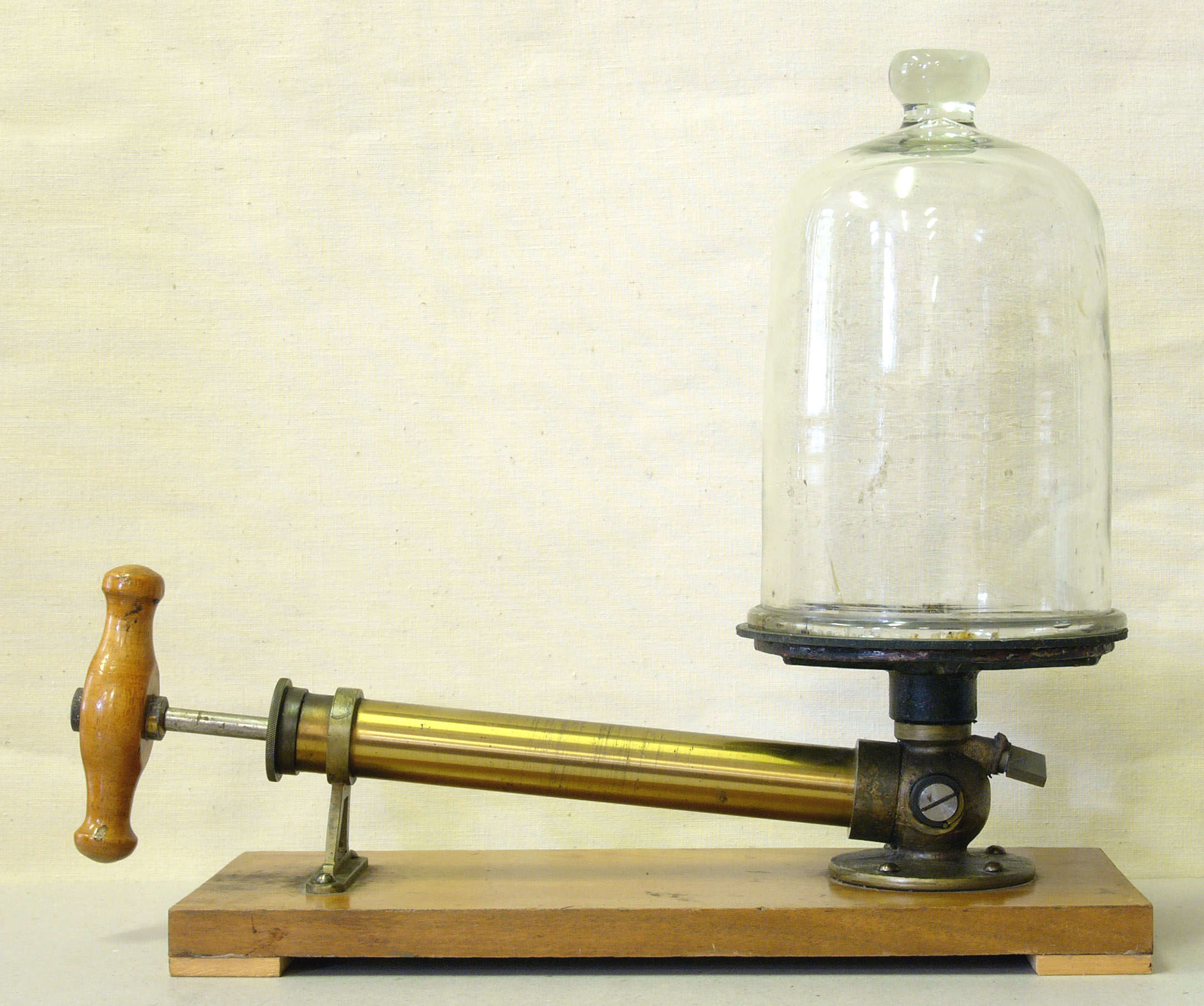
Školní vývěva k demonstračním účelům

Vakuum (z lat. vacuus, prázdný) česky též vzduchoprázdno znamená prázdný prostor, ve fyzice prostor s velmi malou hustotou částic. V technické praxi se jím rozumí prostor, v němž je tlak plynu podstatně nižší než při normálním atmosférickém tlaku. Škála kvality vakua má velmi rozmanité technické využití ve vakuové technice.

## Vakuum v teoretické fyzice
Teoretická fyzika používá pojem dokonalé vakuum, což je stav systému s nejnižší možnou energií.
V ideálním případě označuje vakuum takový fyzikální stav, v němž není přítomná žádná částice, a to jak hmoty (např. elektrony, protony apod.), tak ani záření (např. fotony). Jedná se tedy o část prostoru, která neobsahuje hmotu, může však do ní zasahovat fyzikální pole, např. gravitační. Takové vakuum bývá označováno jako dokonalé.
O vakuu neobsahujícím pole se mluví jako o prázdném prostoru.
Vakuum lze (alespoň teoreticky) zavést v klasické fyzice.
Podle kvantové teorie však ani prostor bez jakékoliv hmoty není úplně prázdný, ale probíhá v něm mnoho procesů (kvantově-mechanické fluktuace, tvorba párů částic a antičástic a jejich opětovný zánik apod.). Tyto kvantové jevy souvisí s principem neurčitosti. Na jejich základě se hovoří o tzv. energii vakua.

### Elektromagnetismus
V klasickém elektromagnetismu je „vakuum prázdného prostoru“ nebo jen „prázdný prostor“ standardní vztažné prostředí pro elektromagnetické účinky. Někteří autoři popisují toto vztažné prostředí jako klasické vakuum, protože je chtějí odlišit od kvantového vakua (QED a QCD), kde mohou vakuové fluktuace vytvářet dočasné virtuální částice, takže relativní permitivita a permeabilita nejsou identicky rovny jedné.
V teorii klasického elektromagnetismu má prázdný prostor následující vlastnosti:
- Elektromagnetické záření (pokud nenarazí na překážky) jím prochází rychlostí světla s definovanou hodnotou 299 792 458 m/s.[1]
- Princip superpozice vždy přesně platí, takže například elektrický potenciál vytvářený dvěma náboji se rovná součtu obou potenciálů.
- Permitivita a permeabilita jsou v soustavě SI přesné konstanty[2], v gaussovských jednotkách rovné 1.
- Charakteristická impedance je rovna impedanci prázdného prostoru Z0 ≈ 376,73 Ω.[3]

Na vakuum klasického elektromagnetismu lze pohlížet jako na idealizované elektromagnetické prostředí.

## Vakuum experimentální a technické
Vakuum se vytváří vývěvami a měří obvyklými jednotkami tlaku, a to pomocí různých vakuometrů. Dokonalému vakuu, které vyhovuje teoretické definici, by odpovídala nulová hodnota tlaku, nejnižší laboratorně dosažená hodnota je 10−13 torr (1,33×10−11Pa).
Z praktických důvodů se technické vakuum dělí na několik druhů, která se liší jak technikou vytváření i měření, tak oblastí použití.
| Pásmo                        | Tlak v Pa    | Tlak v hPa (mbar) | Počet molekul na cm3 | střední volná dráha částice |
| ---------------------------- | ------------ | ----------------- | -------------------- | --------------------------- |
| Atmosférický tlak            | ≈1,01×105    | 1013,25           | 2,7×1019             | 68 nm                       |
| Podtlak                      | 1,01×105…104 | 1013,25...300     | 2,7×1019...1019      | 0,1 μm…68 nm                |
| Hrubé vakuum                 | 104…102      | 300…1             | 1019…1016            | 0,1…100 μm                  |
| Jemné vakuum                 | 102…10−1     | 1…10−3            | 1016…1013            | 0,1…100 mm                  |
| Vysoké vakuum (HV)           | 10−1…10−5    | 10−3…10−7         | 1013…109             | 100 mm…1 km                 |
| Ultravysoké vakuum (UHV)     | 10−5…10−10   | 10−7…10−12        | 109…104              | 1…105 km                    |
| Extrémně vysoké vakuum (XHV) | <10−10       | <10−12            | <104                 | >105 km                     |

- Podtlak se využívá ve strojírenství k uchopování předmětů, v potravinářství (vakuové balení a sušení). Vytváří se běžnými čerpadly a měří tlakoměry. Běžný vysavač dosahuje asi polovinu atmosférického tlaku.
- Hrubé vakuum je chemicky netečné prostředí, které brání oxidaci žhavých součástí, a proto se používá v elektrotechnice (výbojky, žárovky), ve strojírenství (vakuový ohřev, tavení, sváření, pájení) a podobně. Vytváří se zpravidla mechanickými vývěvami a měří termickými aj. vakuometry.
- Jemné vakuum poskytuje kromě toho delší střední volnou dráhu částic, která umožňuje jisté typy výbojů, a proto se používá v elektronice (vakuové a rentgenové výbojky, čisté technologie, vakuové napařování a podobně). Vytváří se mechanickými nebo difuzními vývěvami a měří ionizačními vakuometry.
- Vysoké vakuum poskytuje ještě delší volné dráhy, a používá se proto hlavně v elektronice: vakuové elektronky a obrazovky, výroba polovodičů a podobně. Vytváří se turbomolekulárními, difuzními, sorbčními nebo iontovými vývěvami. Vyžaduje již používání vakuově kompatibilních materiálů a těsnění.
- Ultravysoké a extrémně vysoké vakuum je zajímavé především pro velmi dlouhé volné dráhy částic, a používá se proto např. v urychlovačích částic nebo v tokamacích; taky umožňuje vytvořit a zachovat čistý povrch materiálů po dlouhou dobu a zkoumat jeho vlastnosti bez narušení molekulami zbytkové atmosféry v systému. Vytváří se iontově absorpčními či kryogenními vývěvami či několikastupňovými sestavami mechanických vývěv. Vyžaduje speciální materiály a technologie. Vyskytuje se ve vesmírném prostoru za hranicemi zemské atmosféry. Průměrná hustota vakua mezihvězdného prostoru se odhaduje na 1 atom (v drtivé většině vodíku) na 1 m³.

## Vakuum v průmyslu
S podtlakem pracují domácí vysavače, vakuové přísavky na podávání papíru a jiných plochých materiálů i vakuové manipulátory; v termoskách slouží jako tepelná izolace. Vakuum nebo podtlak se užívá v mnoha průmyslových odvětvích, často jako součást výrobní technologie, například pro homogenizaci materiálů při jejich výrobě, pro odstranění bublinek a zhutňování, pro snížení teploty varu při úpravě látek a při rafinaci cukru. Vakuové lití zajišťuje dokonalé vyplnění formy a brání vzniku bublin v odlitku.
Dalším druhem průmyslového využití vakua je lyofilizace, účinné vakuové sušení v procesu sublimace ledu při velmi nízkém tlaku, což je oproti běžnému sušení zahříváním k sušenému produktu šetrnější. Lyofilizace je však technologicky a energeticky mnohem náročnější. Vyšší vakuum je třeba při výrobě vakuových elektronek a obrazovek (CRT).
Železniční sací brzdy udržoval rozdíl mezi atmosférickým tlakem a podtlakem v brzdovém potrubí brzdicí špalky v poloze "odbrzděno", kdežto při přetržení vlaku se všechny vozy samočinně zabrzdí. Sací brzdy však téměř vytlačila samočinná tlaková brzda.